# San Antonio del Puente, Querétaro
San Antonio del Puente är en ort i Mexiko.   Den ligger i kommunen Huimilpan och delstaten Querétaro Arteaga, i den centrala delen av landet, 180 km nordväst om huvudstaden Mexico City. San Antonio del Puente ligger 1 945 meter över havet och antalet invånare är 130.
Terrängen runt San Antonio del Puente är kuperad åt nordost, men åt sydväst är den platt. Runt San Antonio del Puente är det ganska tätbefolkat, med 104 invånare per kvadratkilometer. Närmaste större samhälle är Santiago de Querétaro, 11,6 km norr om San Antonio del Puente. Omgivningarna runt San Antonio del Puente är en mosaik av jordbruksmark och naturlig växtlighet.